# Лапушина
Лапу́шина (рос. Лапушина) — присілок у складі Голишмановського міського округу Тюменської області, Росія.
Населення — 175 осіб (2010, 248 у 2002).
Національний склад станом на 2002 рік:
- росіяни — 93 %